# Dmitri Dmitrijewitsch Iwanenko
Dmitri Dmitrijewitsch Iwanenko (russisch Дмитрий Дмитриевич Иваненко; * 29. Juli 1904 in Poltawa; † 30. Dezember 1994 in Moskau) war ein sowjetischer theoretischer Physiker, der sich insbesondere mit Gravitation, Quantenfeldtheorie und Kernphysik beschäftigte.
Iwanenko studierte an der Universität Leningrad (Abschluss 1927). Seit 1943 war er Professor an der Lomonossow-Universität in Moskau.
Seit 1949 war er Mitglied der Sowjetischen Akademie der Wissenschaften. 1950 erhielt er den Staatspreis.
Mit seinem Studienfreund George Gamow veröffentlichte er 1926 in der Zeitschrift für Physik über Wellenmechanik in der fünfdimensionalen Kaluza-Klein-Theorie. Beide veröffentlichten mit Lew Landau um die gleiche Zeit eine Arbeit, in der sie physikalische Theorien charakterisierten, die Grenzwerten der fundamentalen Konstanten (Planck-Konstante, Lichtgeschwindigkeit, Gravitationskonstante) entsprachen. Landau (Dau), Gamow (Jonny) und Iwanenko (Dymus) waren damals enge Freunde, die drei Musketiere genannt. Mit Wladimir Fock veröffentlichte er 1929 einen Aufsatz zur Quantengravitation. Beide untersuchten auch den Paralleltransport von Spinoren in gekrümmten Raumzeiten (Fock-Iwanenko-Koeffizienten). Auch später, in den 1980er Jahren, beschäftigte er sich mit der quantentheoretischen Formulierung der Gravitation, und entwickelte mit Sadanaschwili Eichtheorien der Gravitation.
1930 schlug er mit Wiktor Hambardsumjan (Ambartsumian) vor, dass nicht nur (masselose)  Photonen bei Wechselwirkungen von Elementarteilchen erzeugt und vernichtet werden können, sondern auch massive Teilchen, eine Idee die der modernen Quantenfeldtheorie zugrunde liegt.
1932 war er einer der ersten (Werner Heisenberg und Ettore Majorana hatten im selben Jahr ähnliche Ideen), der nach der Entdeckung des Neutrons durch James Chadwick (1932) das Neutron als Bestandteil des Kerns vorschlug (vorher stellte man sich häufig den Kern aus Protonen und Elektronen aufgebaut vor) ähnlich dem Proton, was das Rätsel der Spin-Statistik der Kerne löste Beim Betazerfall des Neutrons würde dann ein Elektron ähnlich wie ein Photon in der Quantenelektrodynamik  emittiert, was Enrico Fermi 1934 in eine Feldtheorie der schwachen Wechselwirkung umsetzte. 1934 schlug er eine Austauschwechselwirkung zwischen Neutronen und Protonen im Kern vor (in Zusammenarbeit mit Tamm), was später von Yukawa zu einer Theorie der Kernkräfte durch Mesonenaustausch ausgebaut wurde. Mit E. Gapon schlug er ein frühes Schalenmodell des Kerns vor.
1938 entwickelte er eine nichtlineare Verallgemeinerung der Diracgleichung, mit der er in den 1950er Jahren wie Heisenberg nichtlineare Feldtheorien der Elementarteilchen konstruierte.
1944 veröffentlichte er mit Isaak Pomerantschuk einen Aufsatz, in dem sie die maximale Beschleunigungsenergie eines Elektrons in einem Betatron berechneten und gleichzeitig die Synchrotronstrahlung vorhersagten. Berechnungen dazu führte er mit Arseni Alexandrowitsch Sokolow aus, mit dem er auch eine Monographie über Klassische Feldtheorie schrieb und seit den 1930er Jahren viel über Elementarteilchenphysik publizierte – er holte Sokolow in den 1940er Jahren auch als Kollegen an die Lomonossow-Universität.
1959 entwickelte er mit anderen die Theorie von Kernen, die Hyperonen enthielten (Hyperkerne), das heißt Teilchen mit Strange-Quark-Anteil. und 1969 schlug er die Existenz von Quark-Sternen vor.

## Schriften
Auswahl:
- mit Arsenij Alexandrowitsch Sokolow: Klassische Feldtheorie, Akademie Verlag 1953
- D Ivanenko, G Sardanashvily: The gauge treatment of gravity. In: Physics Reports. 94. Jahrgang, Nr. 1, 1. Januar 1983, ISSN 0370-1573, S. 1–45, doi:10.1016/0370-1573(83)90046-7 (sciencedirect.com [abgerufen am 9. März 2022]).